# Элизабет (тауншип, Миннесота)
Элизабет (англ. Elizabeth) — тауншип в округе Оттер-Тейл, Миннесота, США. На 2000 год его население составило 722 человека.

## География
По данным Бюро переписи населения США площадь тауншипа составляет 92,2 км², из которых 82,4 км² занимает суша, а 9,8 км² — вода (10,59 %).

## Демография
По данным переписи населения 2000 года здесь находились 722 человека, 279 домохозяйств и 213 семей.  Плотность населения —  8,8 чел./км².  На территории тауншипа расположено 511 построек со средней плотностью 6,2 построек на один квадратный километр. Расовый состав населения: 99,72 % белых, 0,14 % — других рас США и 0,14 % приходится на две или более других рас. Испанцы или латиноамериканцы любой расы составляли 0,28 % от популяции тауншипа.
Из 279 домохозяйств в 31,5 % воспитывались дети до 18 лет, в 69,2 % проживали супружеские пары, в 4,7 % проживали незамужние женщины и в 23,3 % домохозяйств проживали несемейные люди. 19,7 % домохозяйств состояли из одного человека, при том 7,9 % из — одиноких пожилых людей старше 65 лет. Средний размер домохозяйства — 2,59, а семьи — 2,96 человека.
25,3 % населения — младше 18 лет, 5,3 % — в возрасте от 18 до 24 лет, 29,4 % — от 25 до 44, 24,9 % — от 45 до 64, и 15,1 % — старше 65 лет. Средний возраст — 41 год. На каждые 100 женщин приходилось 108,1 мужчин.  На каждые 100 женщин старше 18 приходилось 101,1 мужчин.
Средний годовой доход домохозяйства составлял 46 719 долларов, а средний годовой доход семьи —  55 446 долларов. Средний доход мужчин —  34 688  долларов, в то время как у женщин — 28 125. Доход на душу населения составил 21 960 долларов. За чертой бедности находились 5,8 % семей и 9,0 % всего населения тауншипа, из которых 14,3 % младше 18 и 6, % старше 65 лет.